# Гречка звичайна

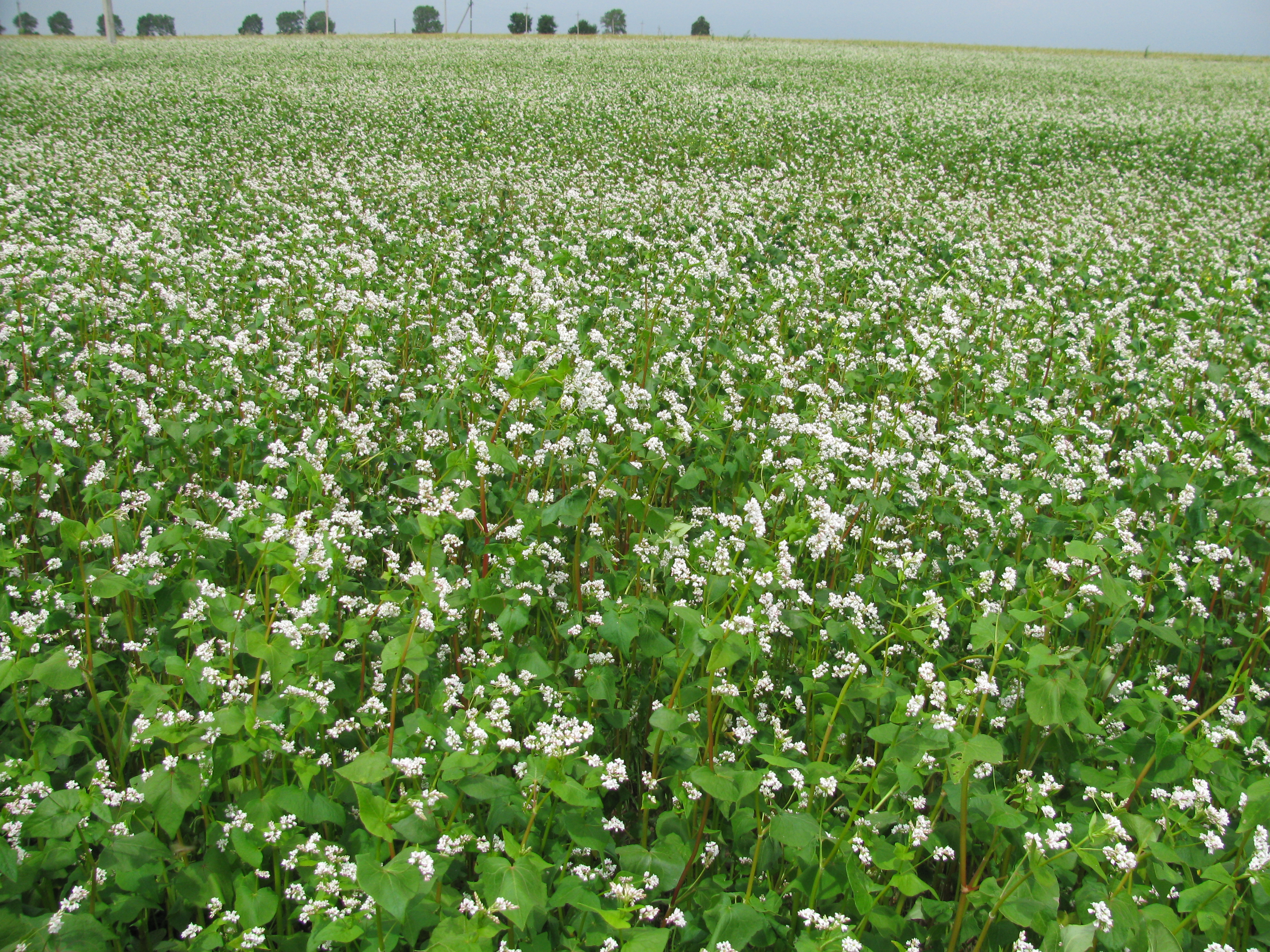
Цвітіння гречки

Гречка звичайна або гречка посівна (Fagopyrum esculentum)  або (Fagopyrum sagittatum)— однорічна трав'яниста рослина родини гречкових. Харчова та лікарська рослина. Походить з Індії. Вирощують як круп'яну культуру переважно на Поліссі та в Лісостеповій зоні України.
Не належить ні до злакових, ні до зернових культур. Гречка вважається псевдозерновою , оскільки високий вміст крохмалю в її насінні дозволяє використовувати її в кулінарії як крупу.

## Опис
Стебло ребристе, прямостояче, розгалужене, голе, червонувате, 30—70 см заввишки. Листки червоні, стріловидно-трикутні; нижні — довгочерешкові, верхні — майже сидячі. Квітки правильні, двостатеві, білі, блідорожеві, рожеві або червоні, в щитковидних суцвіттях. Плід — горішок. 

## Хімічний склад
Гречані крупи містять до 20% білків з високим вмістом лізину і триптофану, крохмаль (до 80%), цукор (0,3—0,5%), органічні кислоти (яблучна, лимонна та інші), вітаміни (В1, В2, РР і Р), макро- і мікроелементи (залізо, кальцій, фосфор, мідь, цинк, бор, йод, нікель та кобальт). У траві гречки є багато (1,9—2,5%) рутину.

## Сировина
Зі стиглого насіння виробляються гречані крупи. З лікувальною метою використовують насіння і траву (квітки разом з верхніми листками). Траву, як сировину для фармацевтичних заводів, збирають на початку цвітіння гречки, коли в рослині є найбільше рутину. Для виготовлення галенових препаратів використовують квітки.
Аптеки сировину не відпускають.

## Онтогенез
В онтогенезі проходить такі фенологічні фази: проростання насіння, сходи, гілкування, бутонізація, цвітіння, плодоутворення, достигання. Сходи з'являються через 6–10 днів після сівби, через 8–10 днів від сходів починається гілкування і майже одночасно з ним — бутонізація. Цвітіння настає через 18–28 днів від появи сходів і продовжується 30–35 днів і більше. Отже, на рослині одночасно є бутони, квітки, плоди, які тільки формуються, і стиглі плоди. Плід достигає через 25–30 днів після розкриття квітки і запліднення. Маса 1000 плодів (горошків) диплоїдних сортів 20–30 г, тетраплоїдних — 30–45 г, плівчастість — 16–30 %, вихід крупи — 60–75 %. Вегетаційний період — 70–90 днів.

## Загальна біоморфологічна характеристика
Коренева система гречки слабко розвинена, становить 7–10 % від маси рослини, проникає в ґрунт на 70–90 см; основна маса коренів розміщується в шарі до 30 см. Коренева система має високу засвоювальну здатність. Це пояснюється тим, що вона виділяє багато мурашиної, щавлевої, лимонної та оцтової кислот, які розчиняють важкорозчинні сполуки і сприяють засвоєнню елементів живлення з важкорозчинних сполук. Тому добре росте при рН 5–7 на всіх ґрунтах, в тому числі на осушених торфовищах, окрім засолених, кислих та важких глинистих запливаючих. На 1 ц зерна виносить з ґрунту 3–4,5 кг азоту, 1,3–2,6 фосфору, 3,6–7,2 калію.
Вибаглива до температурного режиму і освітлення. Насіння починає проростати при температурі 6–7 °C. Сходи при температурі 7–8°С з'являються через 18–20 днів, при 12 °C — через 10, при 15 °C — через 7–8 днів. Сходи гинуть при мінус 1,5–2 °C, При температурі 12–13 °C рослини ще кволо ростуть і розвиваються, а вже при 27 °C знову пригнічуються, особливо у фазі цвітіння. Нектарники висихають, погіршується запліднення, рослини скидають напівсформовані плоди, утворюється багато невиповнених плодів — «рудяку». Погано, якщо в цей період стоїть і прохолодна дощова погода. Найкращими є температури близькі до 20 °C. В період цвітіння і плодоутворення найкращими є температури 20–25 °C, при мінливій хмарності і відносній вологості повітря близько 60 %.
Вибаглива до вологи, особливо з початком цвітіння. Транспіраційний коефіцієнт — 450–550. Під час проростання насіння поглинає невелику кількість води — 40-50 % від власної маси.
Перехреснозапильна рослина, пилок переноситься бджолами. На рослині утворюється від 500–600 до 1500–2000 квіток. Повноцінні плоди утворюють 10–15 % квіток. Добрий медонос — 60–100 кг меду з 1га.

## Технологія вирощування

### Попередники
Досвід показує, що для одержання високих врожаїв гречку треба розміщати на родючих, чистих від бур'янів полях. Найкращими для неї є просапні культури (картопля, буряки, кукурудза), які удобрювались і за якими проводився належний догляд. Гарні попередники також зернобобові культури, озима пшениця, льон, люпин. Гірші — ярі зернові, соняшник, сорго.

### Обробка ґрунту
Обробка ґрунту під гречку має максимально спрямовуватись на знищення бур'янів і збереження вологи. Основний обробіток на полях, засмічених однорічними бур'янами та після стерньових попередників починають вслід за збиранням урожаю з лущення стерні дисковими знаряддями на глибину 6–8 см, засмічених кореневищами бур'янів (пирій, свинорий) — у двох напрямках на глибину 10–12 см, — коренепаростковими бур'янами (осоти, молочай, берізка польова та інші) — на глибину 12–14 см безвідвальним лемішними лущильниками або плоскорізними знарядями. Через 12–14 днів, після масового проростання бур'янів, поле орють на зяб плугами з передплужниками на глибину 23–25 см, а на дерново-підзолистих ґрунтах — на глибину орного шару (18-20см).
Після збирання пізніх просапних культур (буряків, картоплі) чисті від бур'янів поля обробляють дисковими боронами БДТ-7, БДТ-10 або плоскорізами (наприклад КПГ-2-150) на глибину 23–25 см без попереднього лущення.
Весняний обробіток починають із ранньовесняного боронування (закриття вологи) зубовими боронами, коли верхній шар ґрунту досягне фізичної стиглості. Потім проводять дві культивації (на 10–12 та 8–10см) з розривом у часі, який потрібний для проростання бур'янів. Передпосівну культивацію краще робити буряковими культиваторами УСМК−5.4А на глибину 3–4 см. Якщо ґрунт пухкий та недостатньо вологий, то перед сівбою роблять коткування поля.

### Удобрення
Під гречку не рекомендується вносити гною та аміачних форм мінеральних добрив, щоб запахом не відлякувати бджіл. З цієї причини та від того, що гречка використовується як харчовий і дієтичний продукт, не слід застосовувати і гербіциди. Краще органічні добрива вносити під попередник. Мінеральні ефективно можна використовувати в основному удобрені, під час сівби, а на широкорядних посівах — і в підживленні. Фосфорно-калійні добрива слід вносити восени, азотні — під першу або другу весняну культивацію. Не слід вносити під гречку хлоровмісні калійні добрива (KCl, калійна сіль і ін.), особливо весною. Добрі результати дає рослинний попіл.
В рядки під час сівби вносять по 50–80 кг гранульованого суперфосфату. Середні дози добрив — N45-60Р45-60К45-60. На родючих ґрунтах дозу азоту зменшують. Під час інкрустування насіння слід додавати солі мікроелементів бору, міді, молібдену, цинку в кількості 25–50 г мікроелемента на гектарну норму насіння.

### Сівба
Для вирощування потрібно брати сорти, рекомендовані для даної ґрунтово-кліматичної зони: Іванна (С), Аеліта (П), Астра (Л), Вікторія (ЛП), Глорія (С), Зеленоквіткова (П), Кара-Даг (С), Київська (СЛ), Крупинка (СЛ), Лілея (ЛП), Лада (ЛП), Любава (СЛП), Майська (Л), Орлиця (П), Роксолана (П), Скороспєлка (С), Степова (С), Сумчанка (СЛ), Українка (СЛП). Слід використовувати крупні фракції ваговитого насіння категорії РН-1-3 з чистою не нижче 99 % і лабораторною схожістю не нижче 92 %.
Перед сівбою насіння прогрівають проти сонця або активним вентилюванням при температурі 35–38 °C, а потім протруюють за методом інкрустування для захисту від сірої гнилі, борошнистої роси та інших хвороб з додаванням мікроелементів.
Сіяти гречку можна тоді, коли ґрунт на глибині 10 см прогріється до 10–12 °C і зникне загроза повернення заморозків, зміщуючи їх так, щоб під час масового цвітіння-формування плодів вона не потрапляла під спеку. Для цього іноді сіють у 2 строки з інтервалом 10–15 днів. Період сівби гречки настає в Поліссі в першій декаді травня, в Лісостепу — наприкінці квітня — в першій декаді травня, в Степу — наприкінці квітня.
На чистих полях гречку сіють звичайним рядковим способом зерновими сівалками, на забур'янених — широкорядним (45см) або стрічковим (45+15см) буряковими сівалками ССТ-12А, ССТ-12Б з пристосуванням СТЯ-27000.
Орієнтовні норми висіву при звичайному рядковому способі сівби в Поліссі — 4–5, Лісостепу — 3–4,5, Степу — 2,5–3,5 млн схожих насінин на 1 га; при широкорядному, відповідно, — 2,2–2,5; 2,1–2,5; 1,9–2,2 млн.
Глибина висіву насіння на легких ґрунтах 4–5 см, а на важких — 2–3 см. За сухої погоди глибину загортання слід збільшувати на 1–1,5 см.

### Догляд за посівами
За сухої погоди і недостатньої вологості ґрунту після сівби поле коткують котками ЗККШ-6, боронують боронами ЗБП-0.6А. Якщо до появи сходів випадають дощі і утворюється щільна кірка, то посіви обробляють ротаційними мотиками або боронують легкими боронами упоперек до сівби. Для боротьби з бур'янами посіви можна боронувати у фазі першого справжнього листка. Боронувати треба за сонячної погоди, вдень, коли рослини втрачають тургор.
На широкорядних посівах проводять 2–3 міжрядні розпушування культиваторами УСМК-5.4А(Б) або іншими. Перше розпушування, якщо не проводилось боронування, проводять у фазі першого справжнього листка на глибину 5–7 см із залишанням захисних смуги 8–10 см; друге розпушення проводять на глибину 8–10 см на початку бутонізації, третє — з підгортанням рослин — на початку цвітіння, на глибину 6–8см (захисна смуга 8–10см).
Важливим заходом догляду за посівами є запилення гречки з допомогою бджіл. Для цього вивозять пасіки з розрахунку 2–3 бджолородини на 1 га. Відстань бджоловідвідування не повинна перевищувати 500 м.

### Збирання

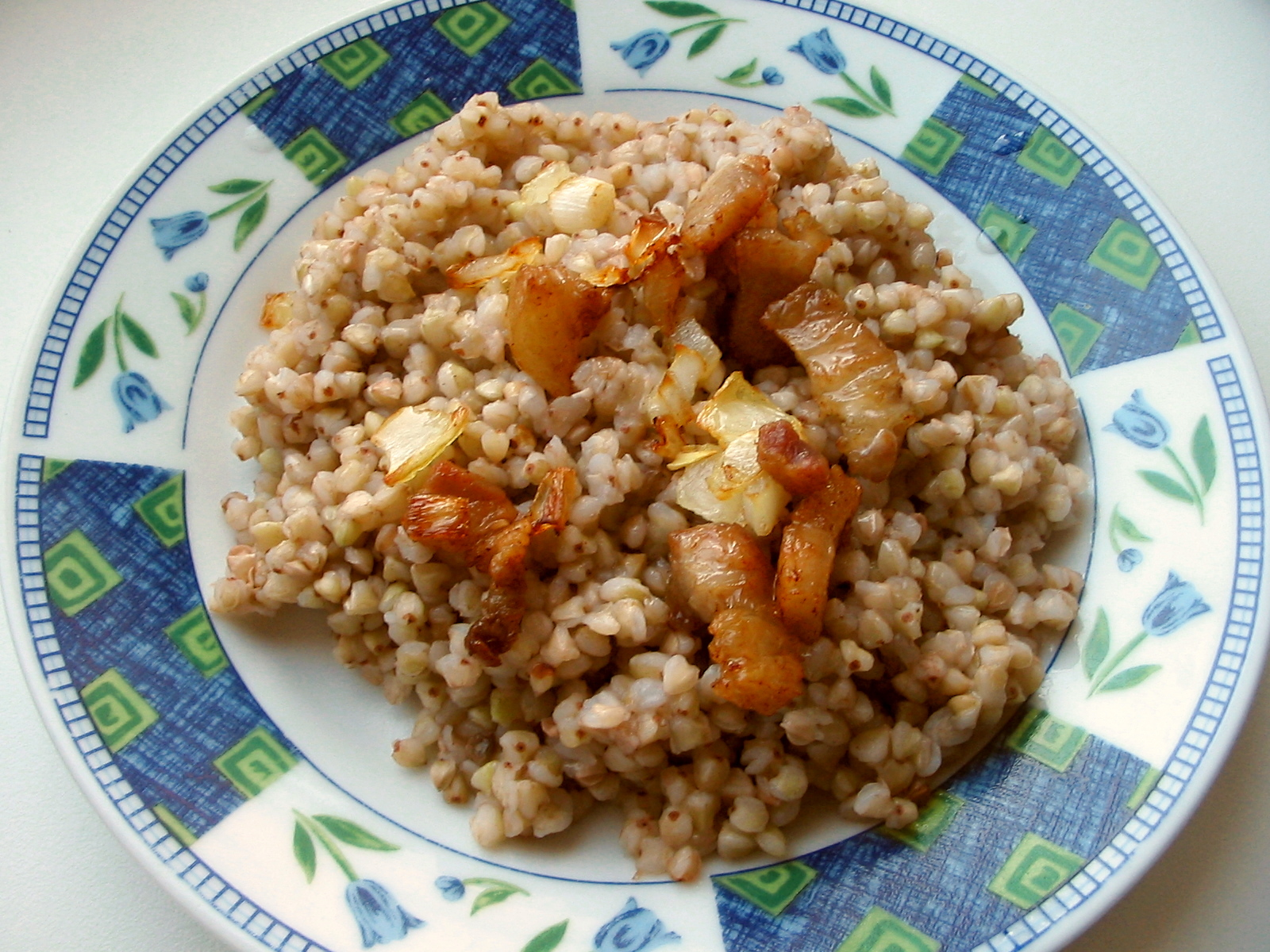
Гречана каша зі шкварками та цибулею

Збирають гречку частіше роздільним способом. Вибрати оптимальний строк збирання важко, бо період плодоутворення і достигання розтягнутий в часі. Скошують її у валки, коли достигне 75–80 % плодів. Краще скошувати у ранкові години. Через 4–6 днів, коли вологість стебел і листків зменшиться до 30–35 %, а зерна — до 16–18 % — валки обмолочують зерновими комбайнами, регулюючи їх так, щоб при найповнішому вимолочуванні, не було обрушування і подрібнення зерна.

### Використання
Гречані крупи здавна використовують в українській кухні для приготування різноманітних супів, каш, гречаників та запіканок, виготовлення гречаного борошна.
У 2018 році в світі було вироблено 2,91 млн т гречаної крупи. Найбільшими виробниками були: Китай (1,13 млн т), Росія (931,71 тис. т), Франція (188,07 тис. т), Україна (137,01 тис. т), Польща (93,60 тис. т), США (84,44 тис. т), Казахстан (82,70 тис. т), Бразилія (66,17 тис. т), Литва (53,43 тис. т).
Гречану полову (додатково очищену від залишків ядра) іноді використовували на Поліссі у якості утеплювача у традиційному будівництві бо у ній не заводяться шкідники.

## Фармакологічні властивості і використання
Гречані крупи — цінний дієтичний продукт. Приготовлені з них страви корисні людині будь-якого віку. Особливо корисним є вживання страв з гречаних крупів при шлунково-кишкових захворюваннях, недокрів'ї, розладах нервової системи, захворюваннях нирок.
З трави Гречки звичайної одержують рутин, який використовують для профілактики й лікування гіпо- й авітамінозу Р, при захворюваннях, що супроводяться порушеннями проникності судин (геморагічні діатези, капіляротоксикози, крововиливи в сітківку ока, гіпертонічна та променева хвороби, гломерулонефрит, ревматизм, септичний ендокардит тощо).
На основі рутину одержують ряд інших препаратів (урутин, рутамін, аскорутин та інші).
В народній медицині настій квіток (окремо або в поєднанні з іншими лікарськими рослинами) п'ють при кашлі.
Добре розтерте й просіяне висушене листя використовують для присипання запрілостей у дітей.
Дивись також Гречка татарська.